# بوگوسواف زیچ

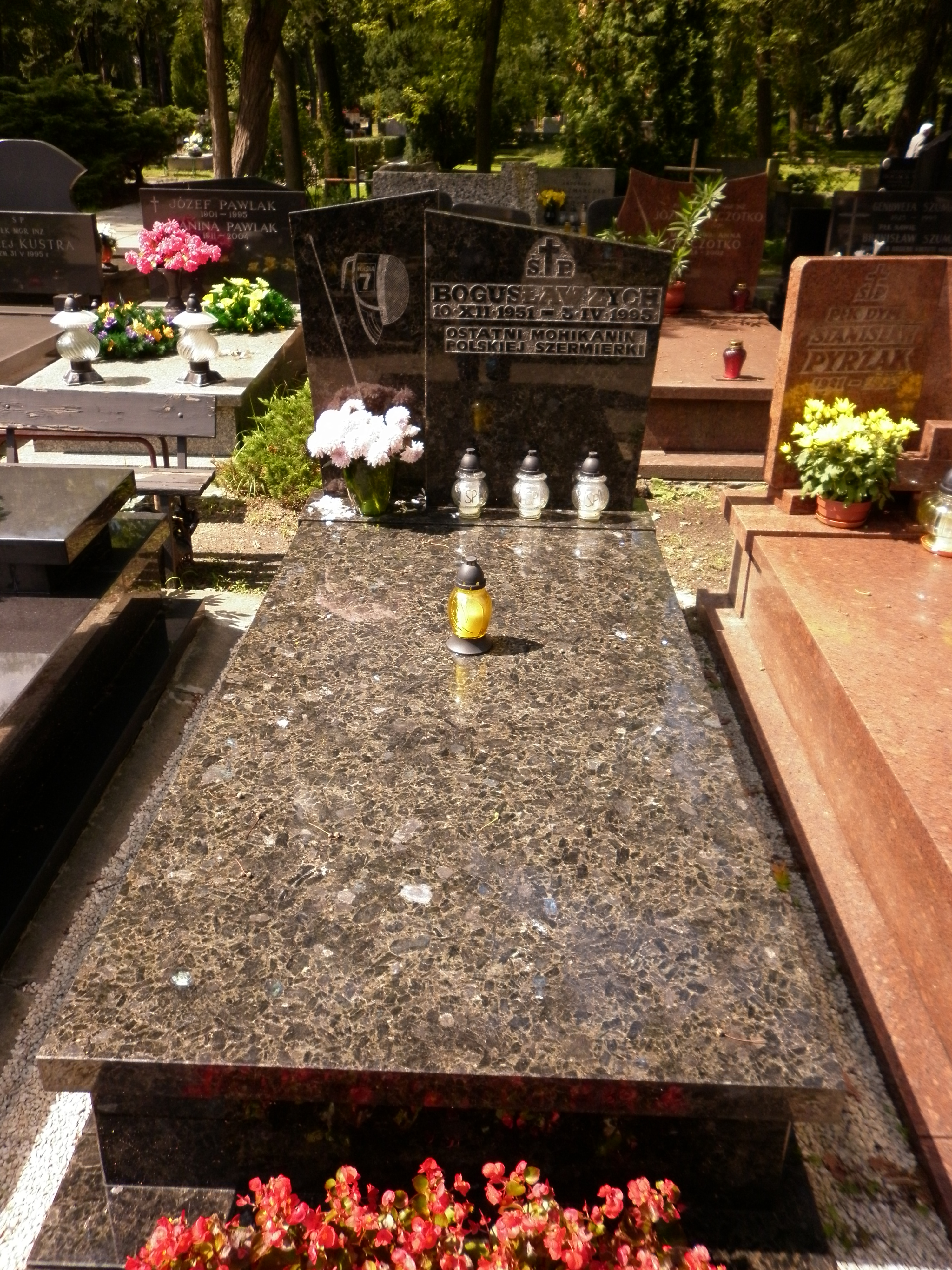
نمایی از سنگ‌مزار بوگوسواف زیچ

بوگوسواف زیچ (انگلیسی: Bogusław Zych; ۱۰ دسامبر ۱۹۵۱ – ۳ آوریل ۱۹۹۵) ورزشکار شمشیربازی اهل لهستان بود.
وی در مسابقات کشوری و بین‌المللی در مجموع برندهٔ ۱ مدال برنز شده‌است.